# Eriosema glomeratum
Eriosema glomeratum är en ärtväxtart som först beskrevs av Jean Baptiste Antoine Guillemin och Perr., och fick sitt nu gällande namn av Joseph Dalton Hooker. Eriosema glomeratum ingår i släktet Eriosema och familjen ärtväxter. Inga underarter finns listade i Catalogue of Life.